# Grynig blåslav
Grynig blåslav (Hypogymnia farinacea) är en lavart som beskrevs av Zopf. Grynig blåslav ingår i släktet Hypogymnia och familjen Parmeliaceae.  Arten är reproducerande i Sverige. Inga underarter finns listade i Catalogue of Life.